# Stanley William Hayter
Stanley William Hayter (Londra, 27 dicembre 1901 – Parigi, 4 maggio 1988) è stato un artista britannico, tra i maggiori rappresentanti del surrealismo.

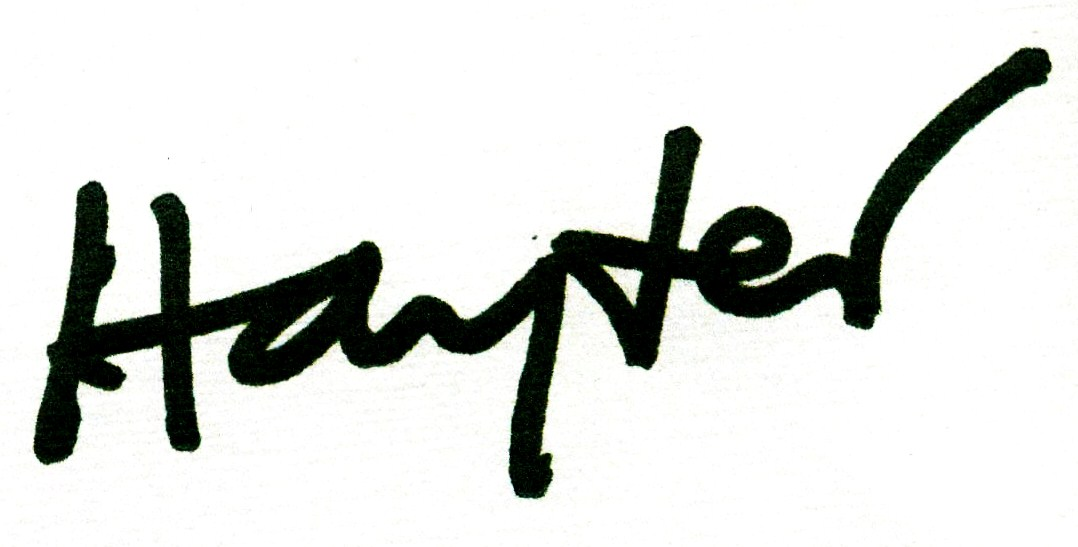
La firma di Stanley William Hayter

Fu attivo sia come pittore che incisore. Stabilitosi negli anni 1920 in Francia, a Parigi, creò l'Atelier 17, importante studio di incisione dove lavorarono i più grandi artisti del tempo, quali Pablo Picasso, Salvador Dalí, Marc Chagall, Joan Miró, Max Ernst o Alberto Giacometti.

## Biografia
Nato a Londra nel 1901, Stanley William Hayter arriva a Parigi nel 1926 dove incontra da subito le avanguardie surrealisti e diventa amico di Calder, Masson e Eluard. Già nel 1927 apre il suo atelier d'incisione al 17 rue Campagne-Première, dove sviluppa tecniche di incisione innovative, in particolare nel campo dell'incisione a colori. Il suo lavoro di pittore è parallelo a quello di incisore e l'artista sviluppa uno stile inconfondibile, tra astrazione e figurazione, con colori intensi e figure lineari molto dinamiche, ispirate dalla scrittura automatica.
Alla fine degli anni 1930 partecipa alla Guerra di Spagna, dal lato dei Repubblicani spagnoli, dove dipingi anche vari quadri. Durante la Seconda guerra mondiale, Hayter si stabilisce negli Stati Uniti dove incontra il giovane Jackson Pollock e lavora con lui. Incontra anche Rothko, Motherwell e Roberto Matta. La sua arte si evolve verso l'astrazione e influenza l'espressionismo astratto americano. Ritornato in Francia negli anni 1950, Hayter insegna l'incisione a una nuova generazione di artisti nel suo atelier parigino e stabilisce uno studio anche in Provenza, nella cittadina di Alba-la-Romaine.
Nel 1958 rappresenta il Regno Unito alla Biennale di Venezia. Molti musei attraverso il mondo gli dedicano mostre monografiche. Alla sua morte nel 1988, il British Museum fa l'acquisizione dell'intero catalogo di incisioni di Hayter.
Le sue opere sono conservate presso i più importanti musei, quali la Tate, il MoMa, il Metropolitan Museum of Art, il Centre Georges Pompidou e il British Museum.